# Arloff
Arloff ist ein Stadtteil von Bad Münstereifel im Kreis Euskirchen, Nordrhein-Westfalen.

## Lage
Arloff liegt in der Voreifel zwischen Euskirchen und der Altstadt von Bad Münstereifel an der Grenze von Zülpicher Börde und Eifel.
Durch den Ort fließt die Erft. Die Erft und die an der Erft entlang führende Landesstraße 194 werden im Ort von lokalen am Eifelrand entlangführenden Straßen gekreuzt. Die Bebauungen von Arloff und des nördlich davon gelegenen Kirspenich im hier breiten Erfttal gehen ineinander über.

## Geschichte
Das obere Erfttal war schon zur Römerzeit besiedelt. Östlich von Arloff führte die römische Eifelwasserleitung ihr Quellwasser nach Köln. Eine der ältesten Dorfsiedlungen in dieser Region ist der Ort Arloff, dessen erste Erwähnung für das Jahr 893 belegt ist. Der Beleg findet sich im Prümer Urbar, in dem in früher Zeit alle Rechte und Einkünfte aus den zahlreichen Besitzungen der Abtei Prüm festgehalten sind. So konnte Arloff im Jahr 1993 mit einigen ebenso früh erwähnten Nachbarorten sein 1100-jähriges Bestehen feiern. Offenbar war Arloff schon seit mittelalterlicher Zeit Gerichtsort. Eine Urkunde im Landesarchiv NRW zeigt eine Klageschrift Kurkölns, in der der Kölner Erzbischof Ernst von Bayern im Jahr 1596 gegen Übergriffe Jülicher Beamter klagt. In dieser Urkunde ist der Dingstuhl Arloff erwähnt.

### Namensherkunft
Der Ortsname wechselte in den Urkunden und Quellen von Arnefa über Arnepa und Arnopa, sowie Arlefa, Arlafa, Arlapa, Arfia zum heutigen Arloff. Der Name Arnefa soll in seiner Wurzel nach übereinstimmender Ansicht bis in die keltische Zeit zurückgehen und nach „Mürkens“ so viel wie Bach oder Wasser bedeuten. Die gleiche Wortbildung gilt für die Erft, deren Name sich so im Ortsnamen wiederfindet.

### Verwaltungszugehörigkeit
Arloff mit Kirspenich gehörte bis zum Ende des 18. Jahrhunderts zum Amt Hardt im Kurfürstentum Köln. Unter der französischen Verwaltung (1798 bis 1814) gehörte Arloff zur Mairie Münstereifel im Kanton Rheinbach, Arrondissement Bonn, Rhein-Mosel-Département. Nachdem auf dem Wiener Kongress das Rheinland dem Königreich Preußen zugesprochen wurde (1815), bildete Arloff zusammen mit Kirspenich eine Gemeinde, die von 1816 an zur Bürgermeisterei Münstereifel (seit 1927 Amt Münstereifel-Land) im Kreis Rheinbach (seit 1932 Kreis Euskirchen) im Regierungsbezirk Köln gehörte.
Am 1. Juli 1969 wurde Arloff nach Bad Münstereifel eingemeindet. Gemeindeteile wurden nach Euskirchen umgegliedert.

## Historische Bauten

### Burg Arloff

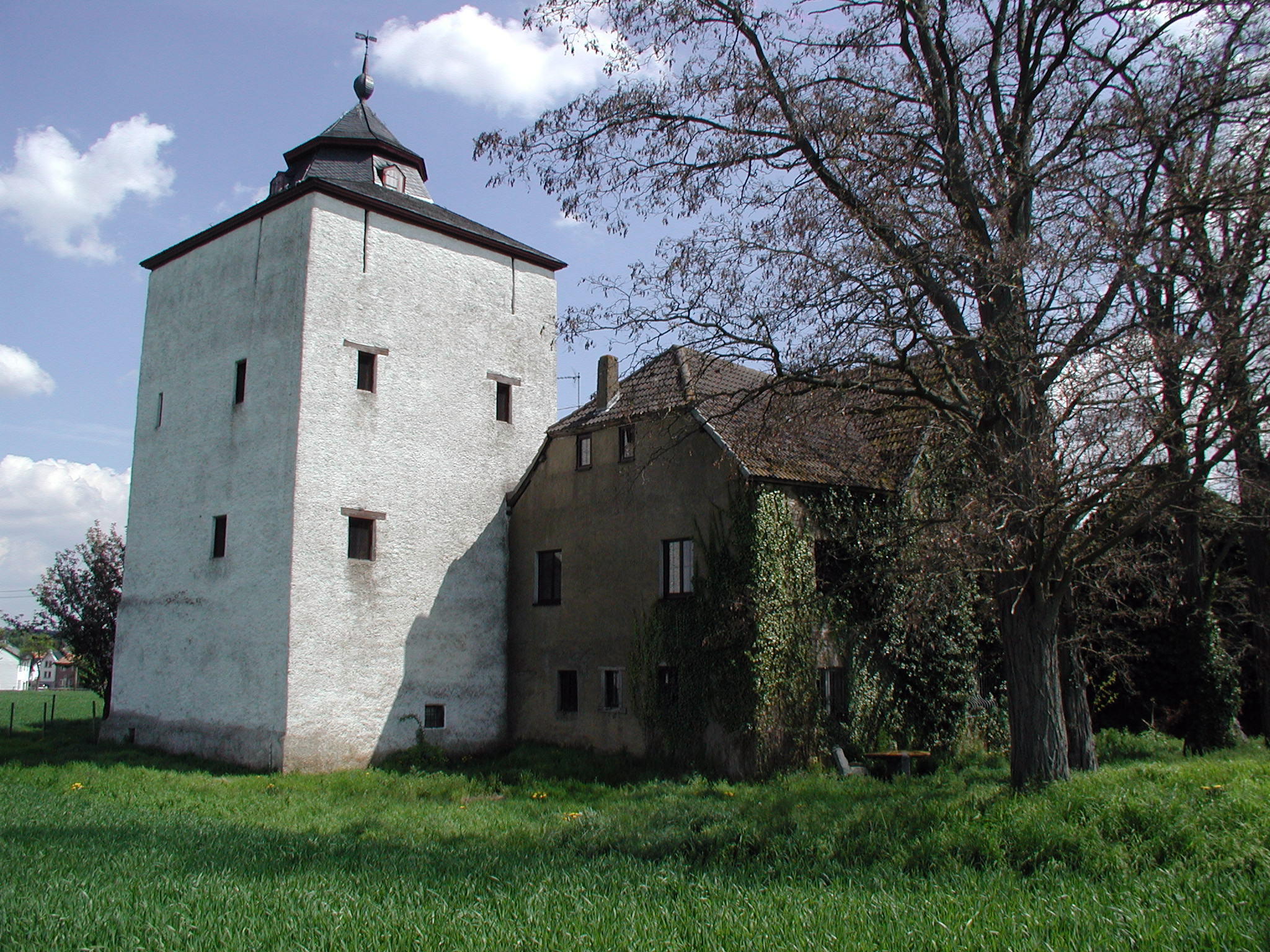
Wohnturm und Pächterhaus der Burg Arloff

Die Gebäudegruppe der Burg Arloff, die heute eher etwas unauffällig an der Erft wirkt, gehört zu den typologisch wichtigen Burgen des Rheinlands. Denn einen zweckorientierten Wehrbau aus frühgotischer Zeit ist in solcher Klarheit nur noch selten anzutreffen. Die ehemalige Wasserburg findet ihre erste urkundliche Erwähnung im Jahr 1278. Sie war nie auf Dauer im Besitz eines einzigen Geschlechtes und unterstand in früher Zeit bis zur Verfestigung der territorialen Herrschaftsbereiche wechselnden Obrigkeiten. Im Mittelalter war sie wegen ihrer Lage von strategischer Bedeutung, da sie an der Grenze zwischen dem Kurfürstentum Köln und der Grafschaft Jülich lag.

### Alte Mühle
Die Kulturlandschaft der Voreifel ist seit früher Zeit wesentlich geprägt durch die im Ahrgebirge entspringende Erft. Die aufgrund ihres Gefälles mit Kraft von der Höhe dieses Mittelgebirgszuges das Euskirchener Land durchfließende Erft wurde vielfältig genutzt. So diente die früher noch fischreiche Erft vor allem dem Betreiben von Mühlen und Hammerwerken. Die Wasserkraft des Flusses war begehrt und gefürchtet, zahlreiche als Hochwassermarkierungen angebracht Pegelstände an den Häusern Arloffs verdeutlichen die mitunter auftretende Gewalt der Erft. Die Kraft des Flusses war aber auch in der Lage, allein im Euskirchener Raum 24 Mühlen zu betreiben, eine dieser Wassermühlen war die Burgmühle von Arloff.
Obwohl die Mühle von Arloff zu den Lehnsgütern des Burgherren gehörte, unterstand sie im Gegensatz zur Burg immer und unbestritten den „Jülichern“. Pachtbriefe für die Arloffer Burgmühle gehen bis an den Anfang des 18. Jahrhunderts zurück und nennen den Angehörigen einer Familie „Dahmen“ als Pächter. Dieser nahm dort bis über das Ende des 19. Jahrhunderts hinaus Rechte und Pflichten als Pächter einer „Zwangsmühle“ wahr und verarbeitete das Getreide der Bauern von Arloff und das der übrigen Bauern des Mühlenbanns. Bei einer „herrschaftlichen“ „Zwangsmühle“ waren alle Grundpachtpflichtigen gezwungen, ihr Korn in dieser Mühle mahlen zu lassen. Für seine Arbeit und Kosten behielt der Müller einen Teil des Mahlkorns zurück.
Die Mühle war vom Burgherrn mit dem zugehörigen Land verpachtet, zuerst mit 11, später um 1928 mit 14,5 Morgen Land. Eine noch vorhandene Urkunde aus dem Jahr 1651 führt die damaligen Pachtbedingungen auf. Sie zeigt die ausgehandelten Einzelheiten der Vertragspartner, dem Burgherren Werner Dietrich von Friemersdorf und dem Burgmüller. Die über mehrere Generationen von der Familie Dahmen in Pacht betriebene Burgmühle wurde in der Mitte des 19. Jahrhunderts von der Familie erworben.

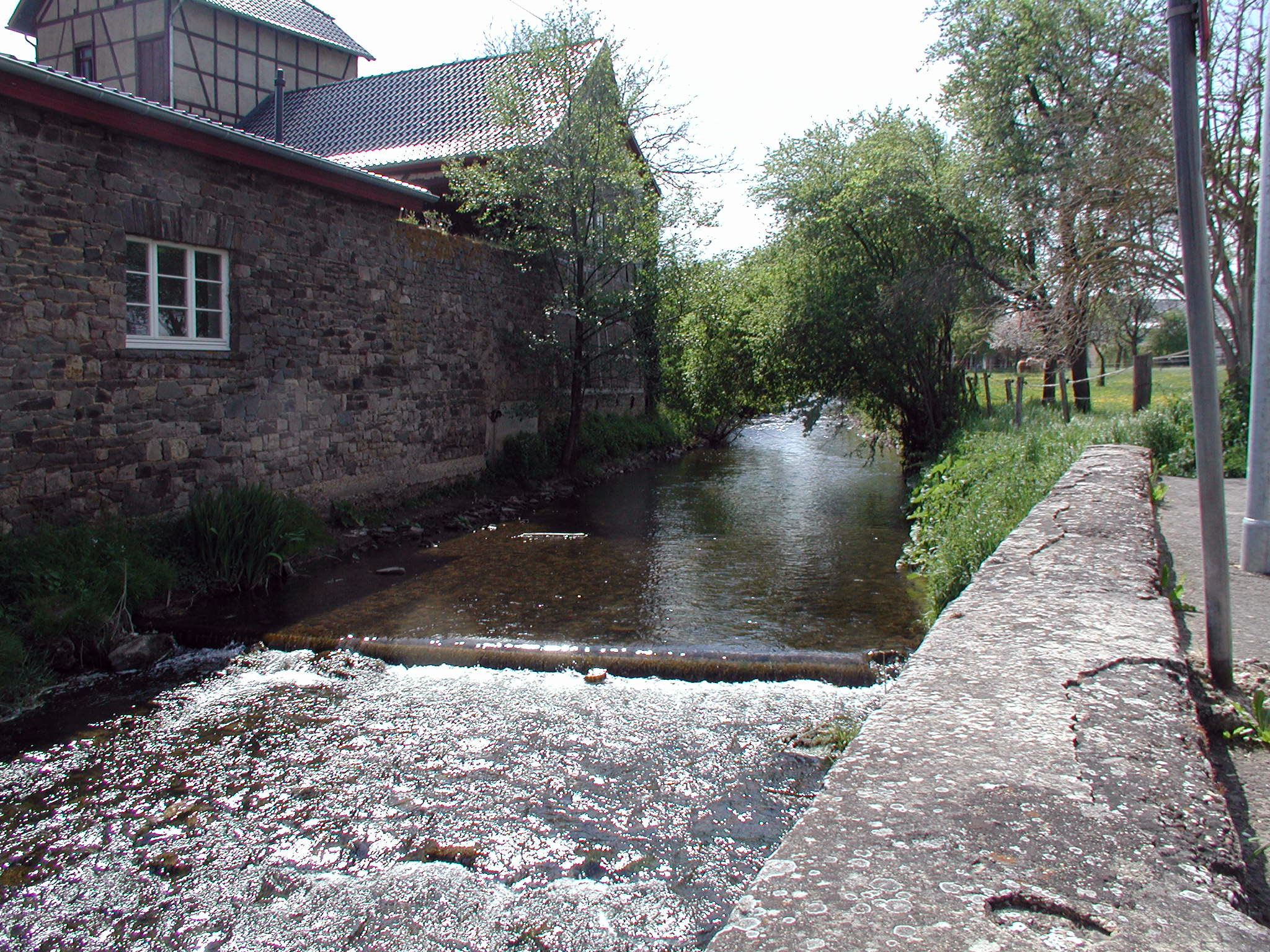
Arloffer Mühle an der Erft
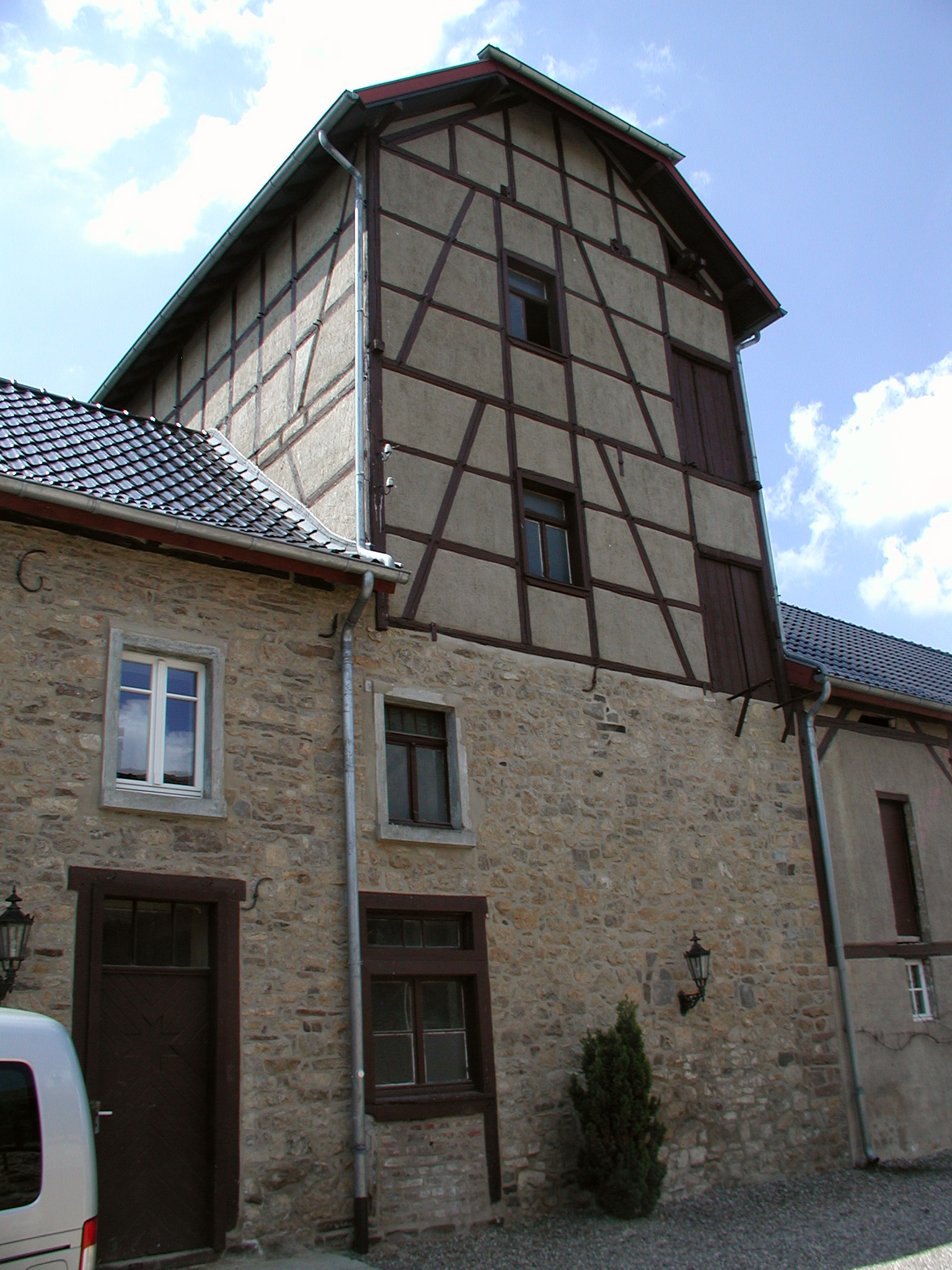
Arloffer Mühlenhaus
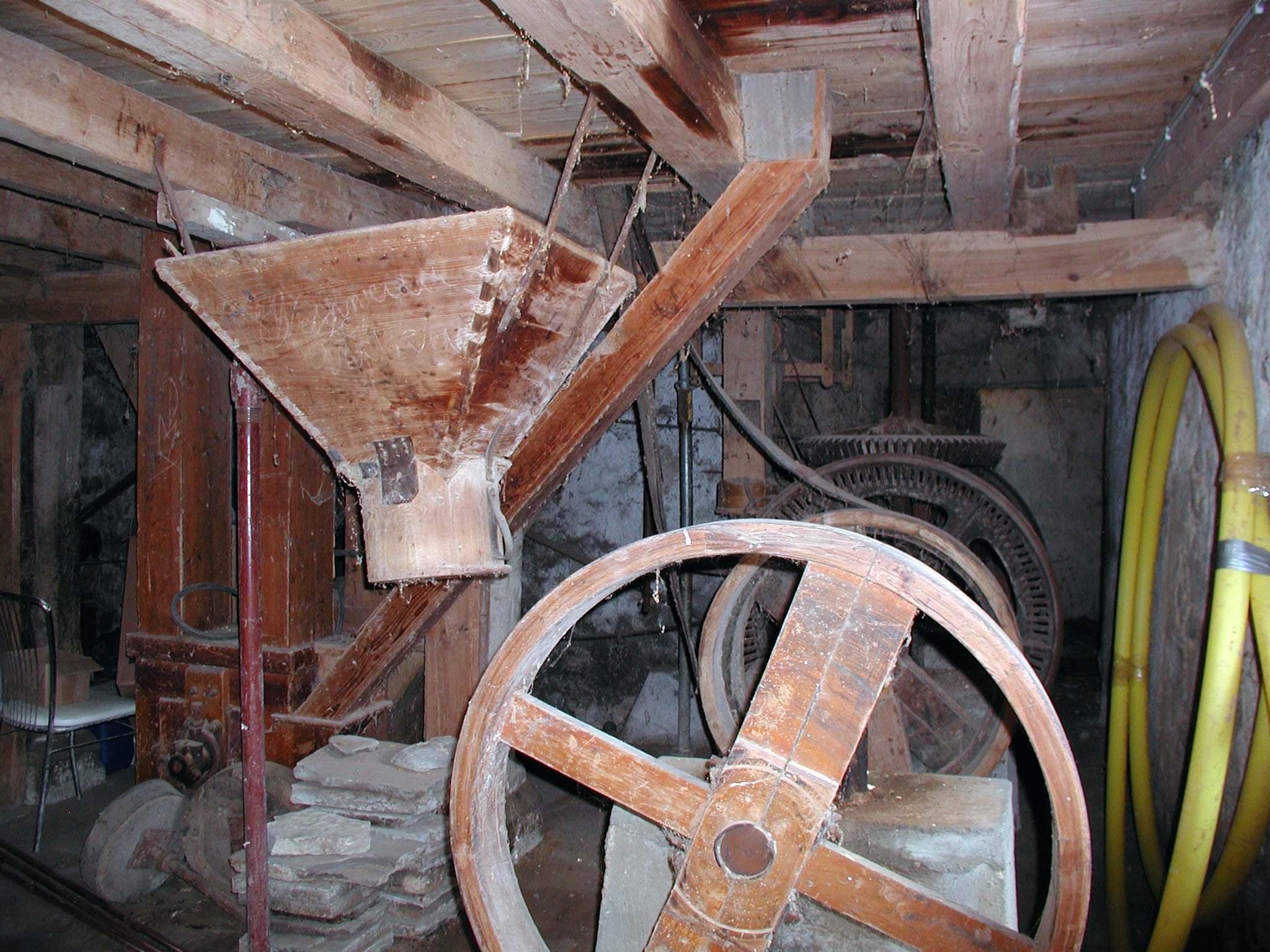
Reste der Mühlentechnik

### Hubertuskapelle und Vikarie
Die Errichtung des kleinen Gotteshauses fällt in die Zeit, in der zwei Pestepidemien die Region heimgesucht hatten. Nachdem sich die Bevölkerung von der ersten Pestwelle des Jahres 1348 erholt hatte, wurde das nahe „Münstereifel“ im Jahr 1451 durch den „Schwarzen Tod“ nahezu entvölkert. Wahrscheinlich ein Grund für die Überlebenden, zum Dank für ihre Verschonung ein Gotteshaus zu errichten. Die Hubertuskapelle wurde 1466 von dem Baumeister „Rheinhard Schröder“ erbaut. Bei Restaurierungsarbeiten im Jahr 1955 wurden Fresken aus der Zeit der Erbauung entdeckt und freigelegt.
Auch restauriert wurden die, wie die kleine Kapelle, aus Naturstein errichteten alten Vikariegebäude. Die St. Hubertus und Antonius geweihte Kapelle begeht ihren alljährlichen Festtag am 4. November.

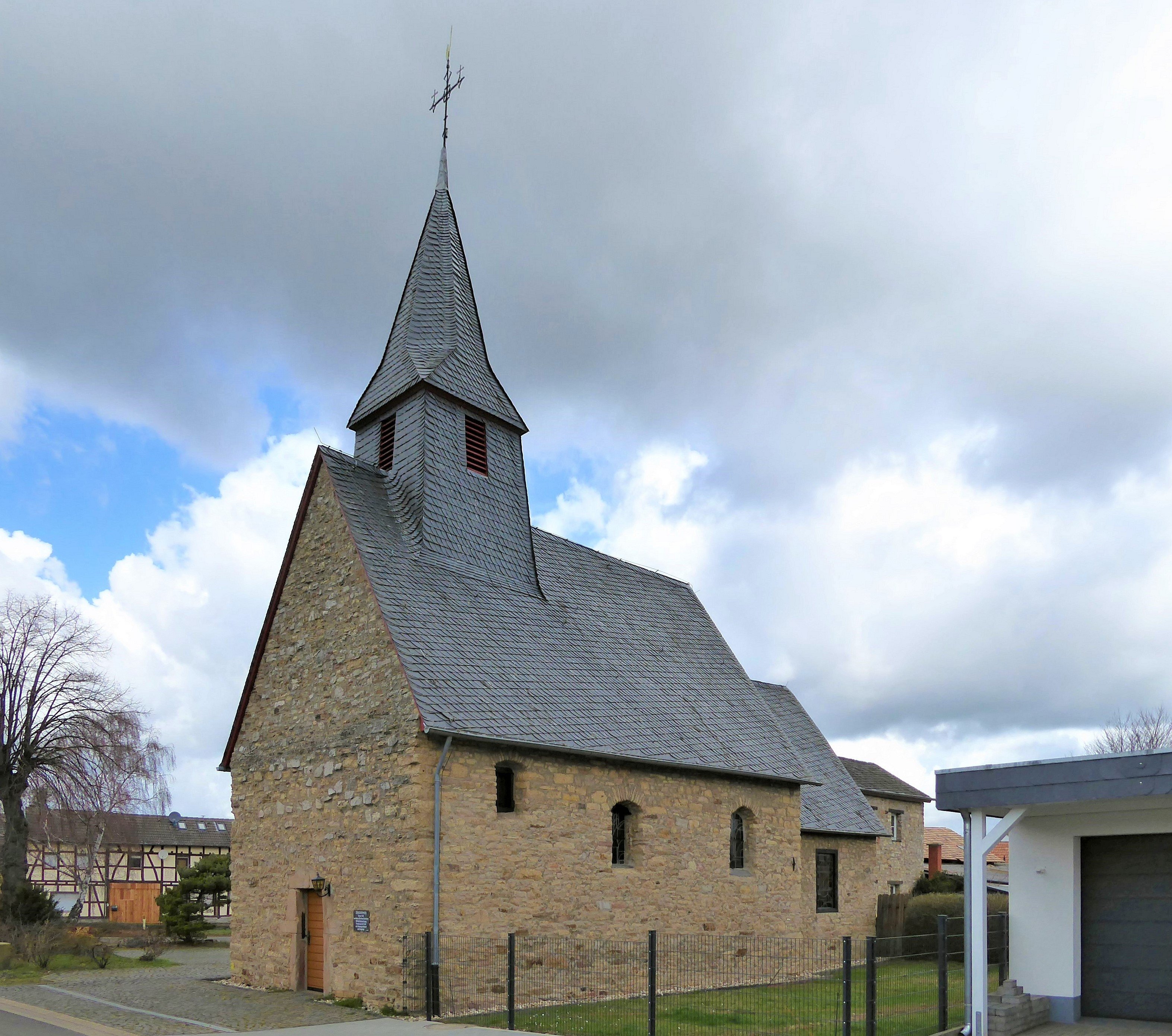
Hubertuskapelle
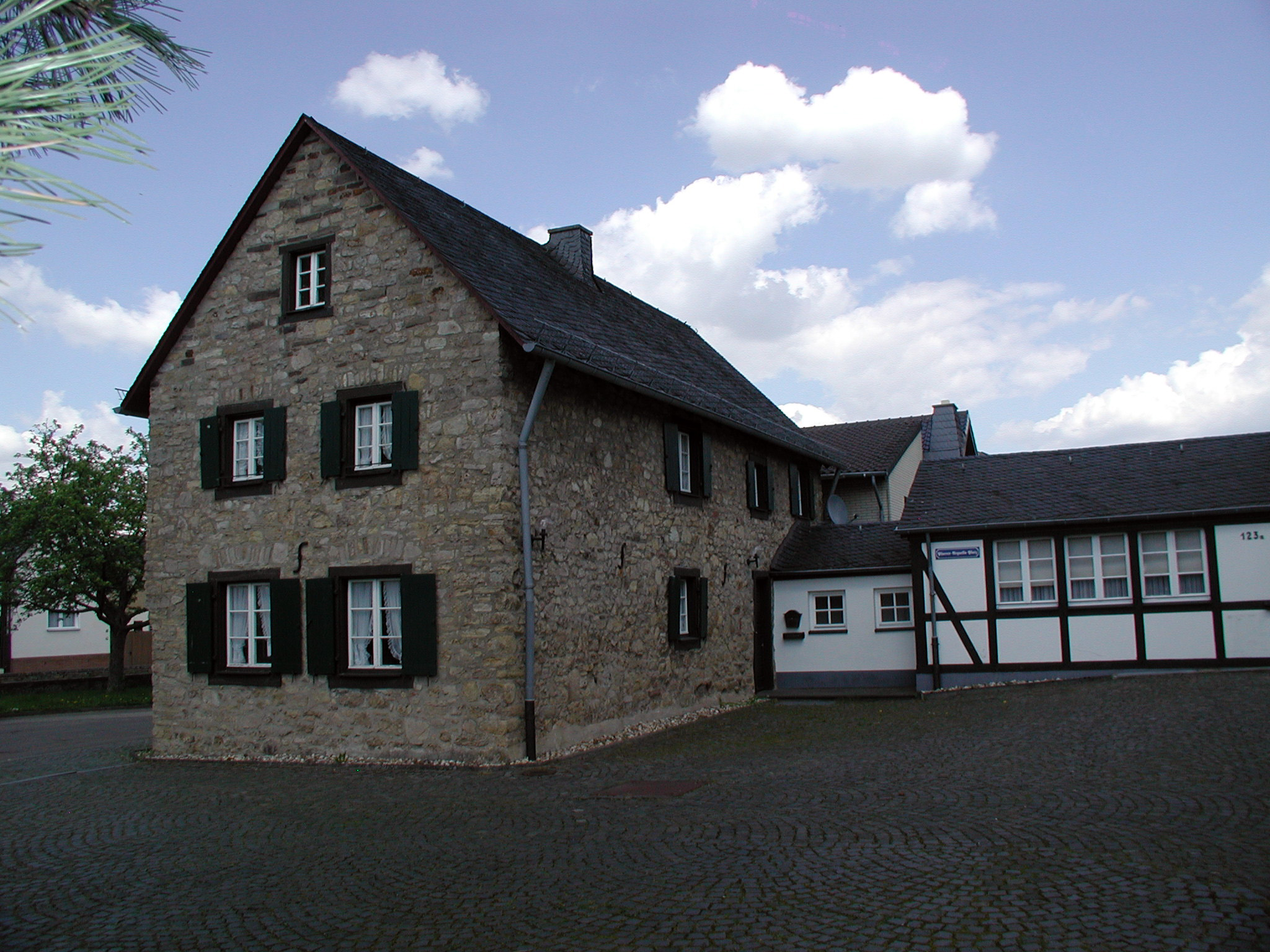
Alte Vikarie

### Eifeldorf und Stadtteil

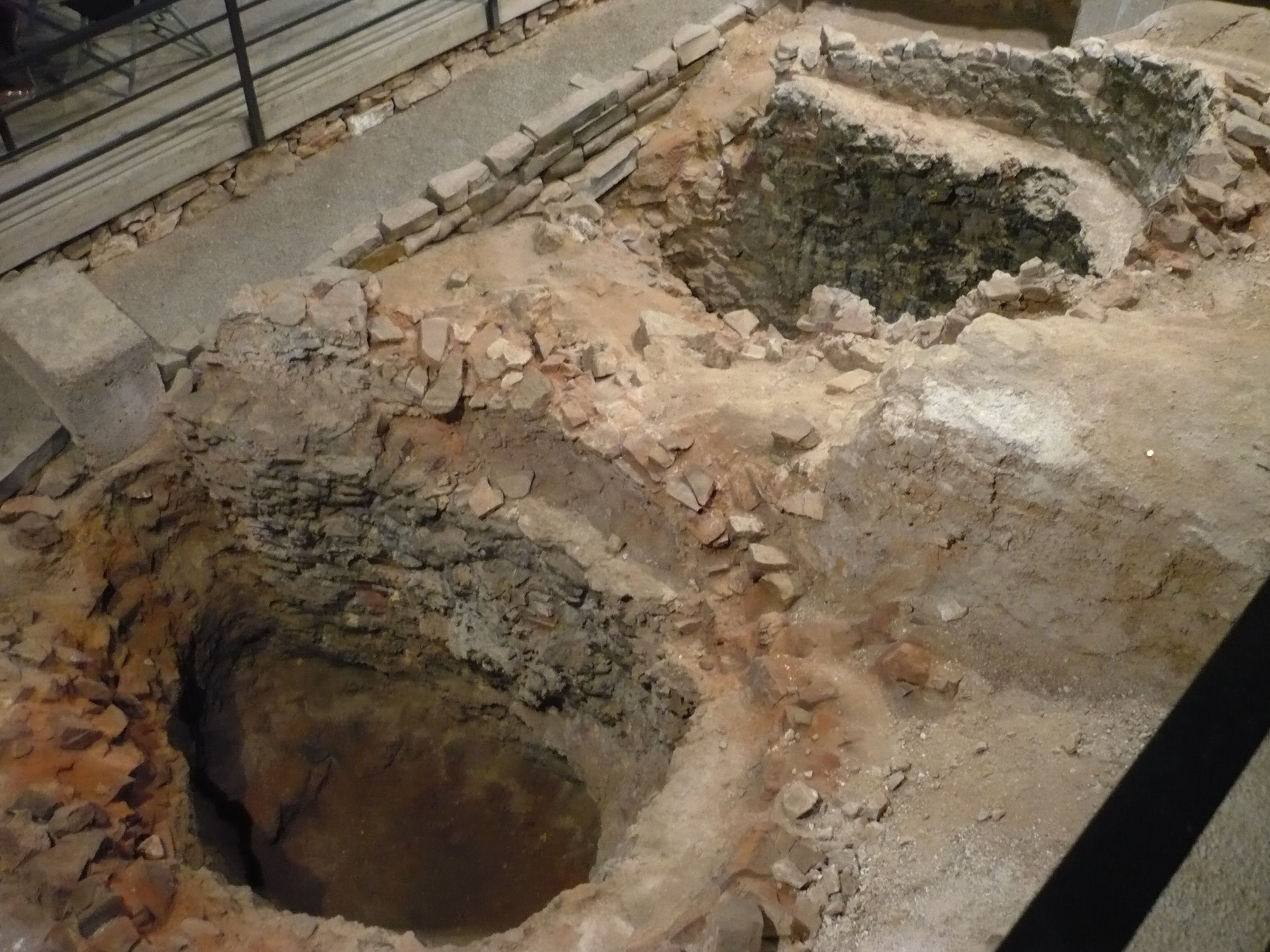
Der zweite und dritte Brennofen im Schutzbau

Zwischen Arloff und seinem in Richtung Bad Münstereifel gelegenen Nachbarort Iversheim, dessen Name auf die fränkische Zeit verweist, ist eine ausgegrabene, teilweise rekonstruierte römische Kalkbrennerei zu besichtigen.
Arloffs „Geschichte“ spiegelt sich wider in seiner alten Bausubstanz. Neben den herausragenden oben behandelten historischen Denkmalen finden sich im Ort viele alte in Bruchstein oder Fachwerk errichtete Häuser. Die größtenteils restaurierten Gebäude, deren Bauweise mit ihren geschlossenen Innenhöfen fränkischen Vierseithöfen entspricht, sind in gutem Zustand.

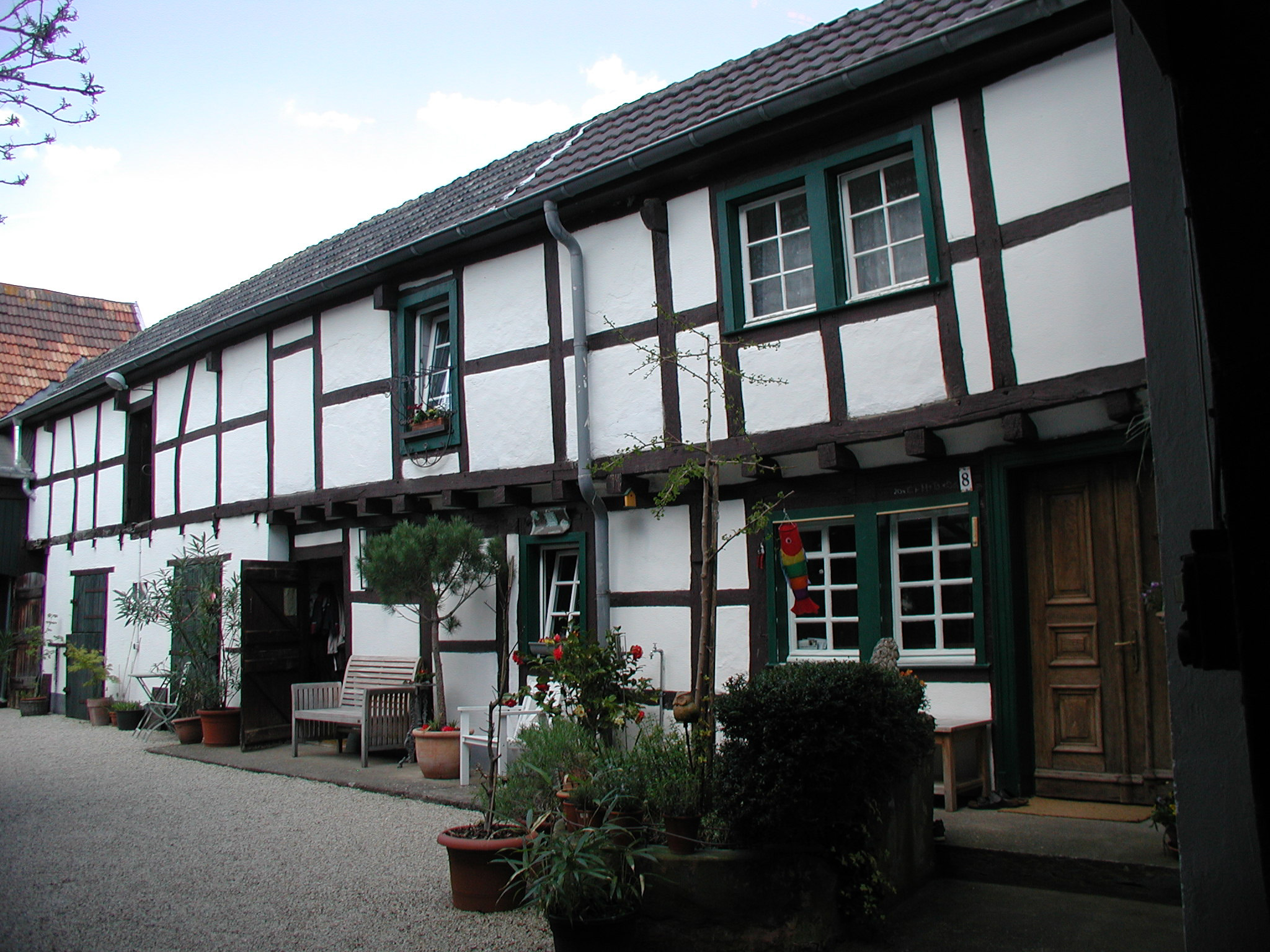
Innenhof
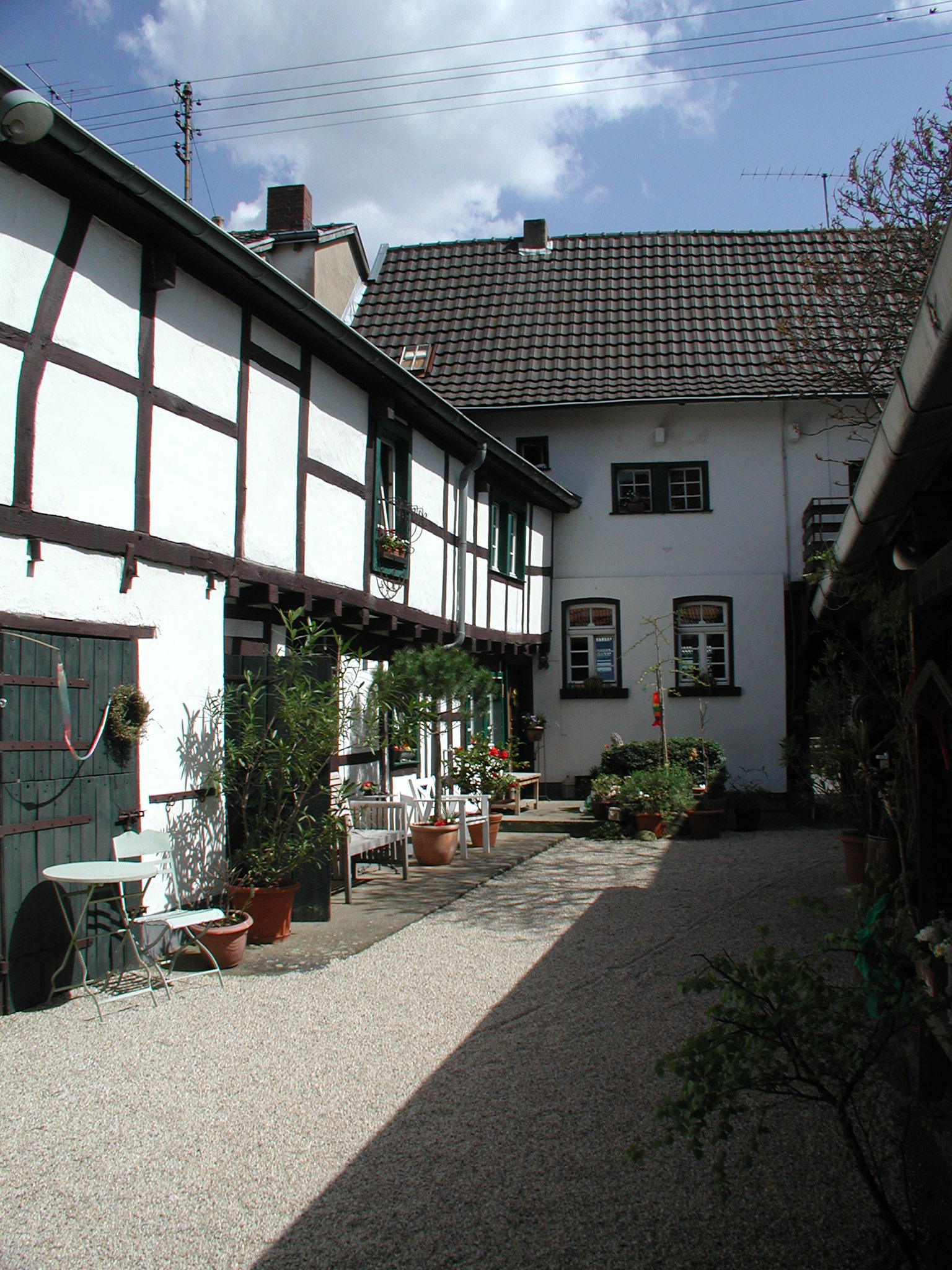
Fränkische Bauweise
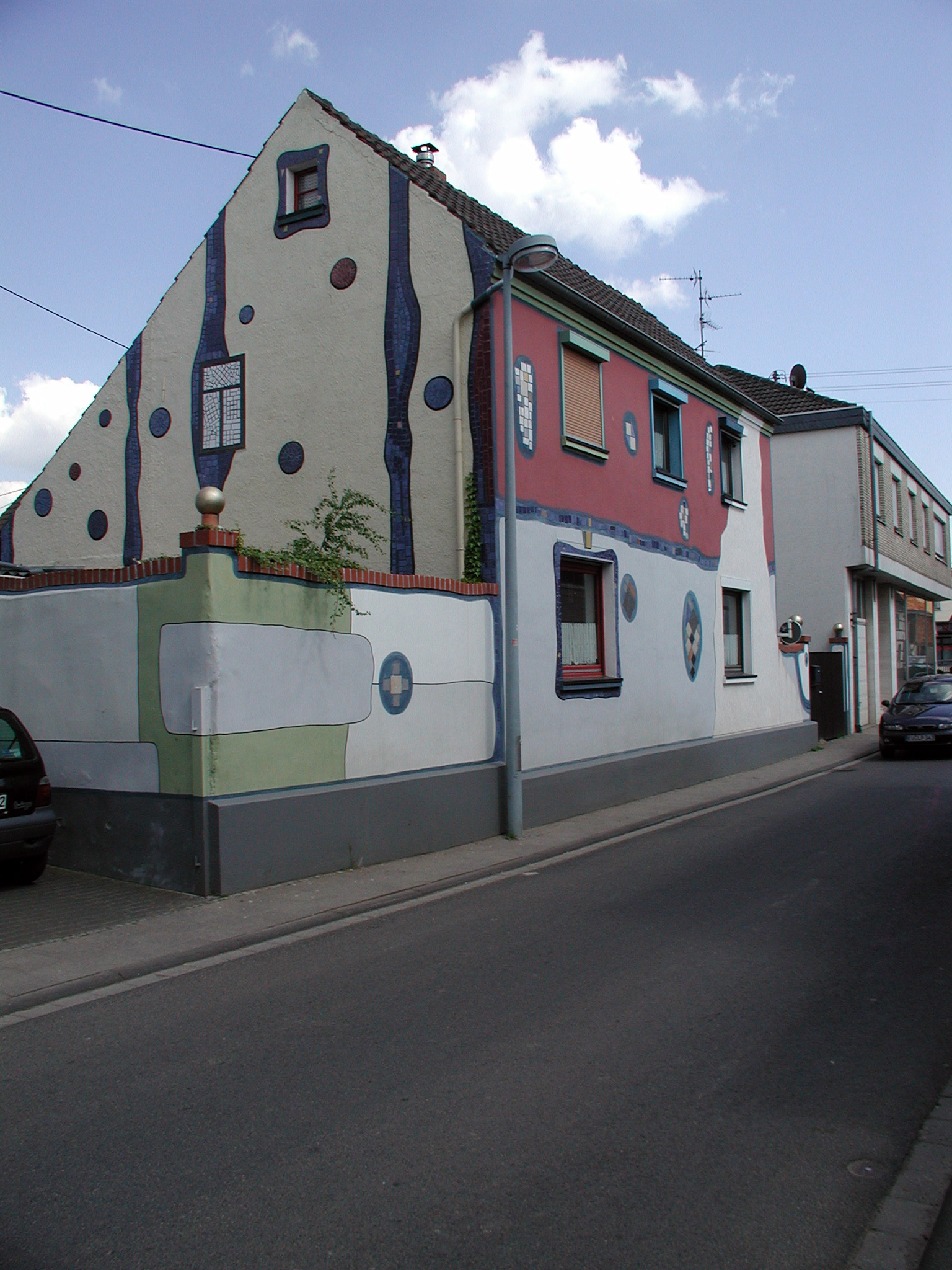
„Hundertwasser“ in Arloff
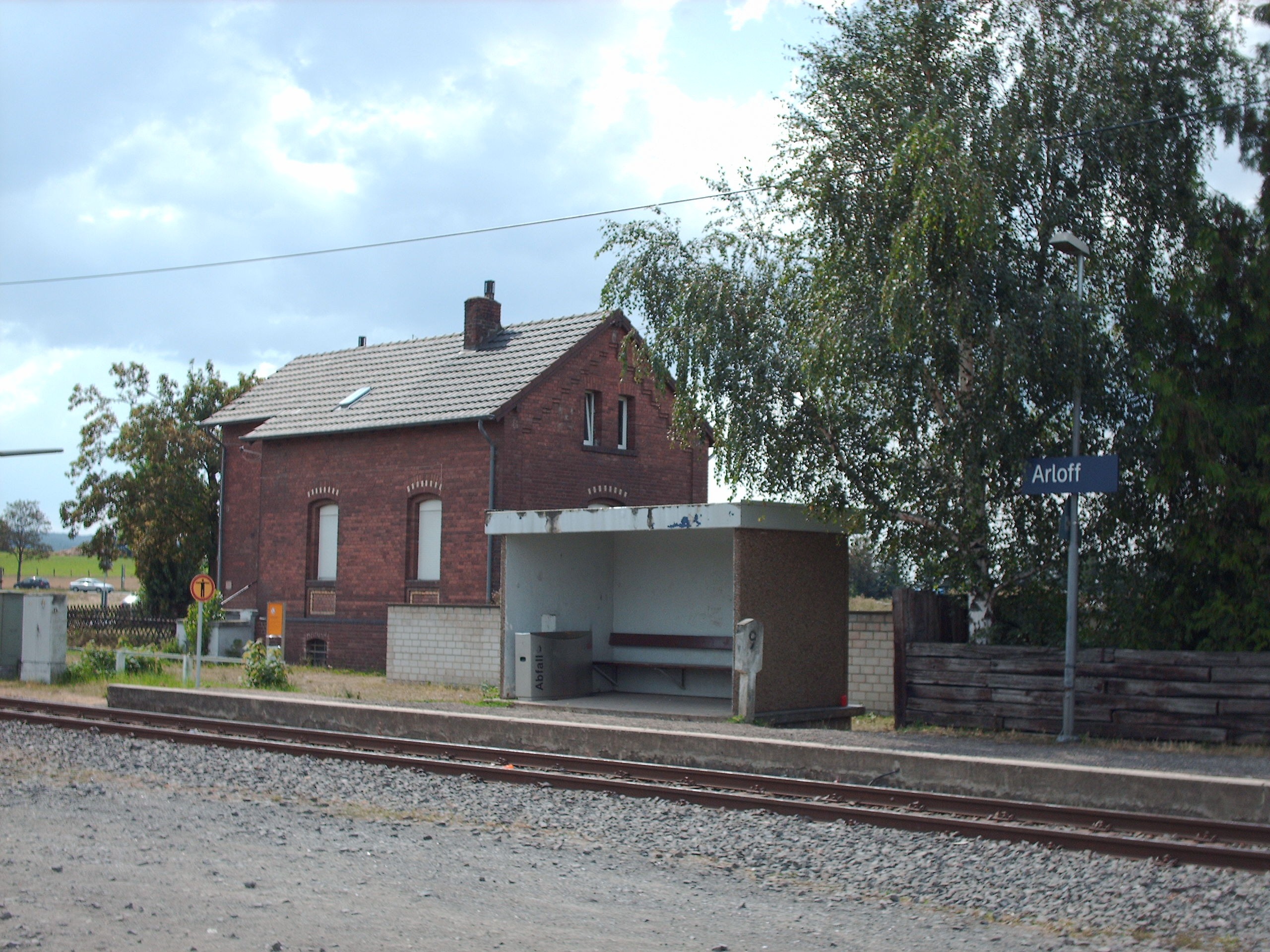
Alte Bahnstation

## Infrastruktur
Die Kinder der Ortschaft besuchen die „Städtische Katholische Grundschule“ und die noch nicht Schulpflichtigen können den Kindergarten nutzen. Artikel des täglichen Bedarfs bietet ein Supermarkt an, des Weiteren gibt es eine Bäckerei und einen Eissalon. Arloff hat eine Apotheke und ein Geldinstitut, vor allem aber Arbeitsplätze.
Schon 1910 erhielten die „Arloffer Thonwerke“, die auch noch heute produzieren, die Genehmigung zum Bau ihres Gleisanschlusses. Neben mittelständischen Betrieben im Handwerk gibt es vor Ort das metallverarbeitende Unternehmen „Hammerwerk Erft“, welches eine große Anzahl der ortsansässigen Erwerbstätigen beschäftigt.

## Personenverkehr

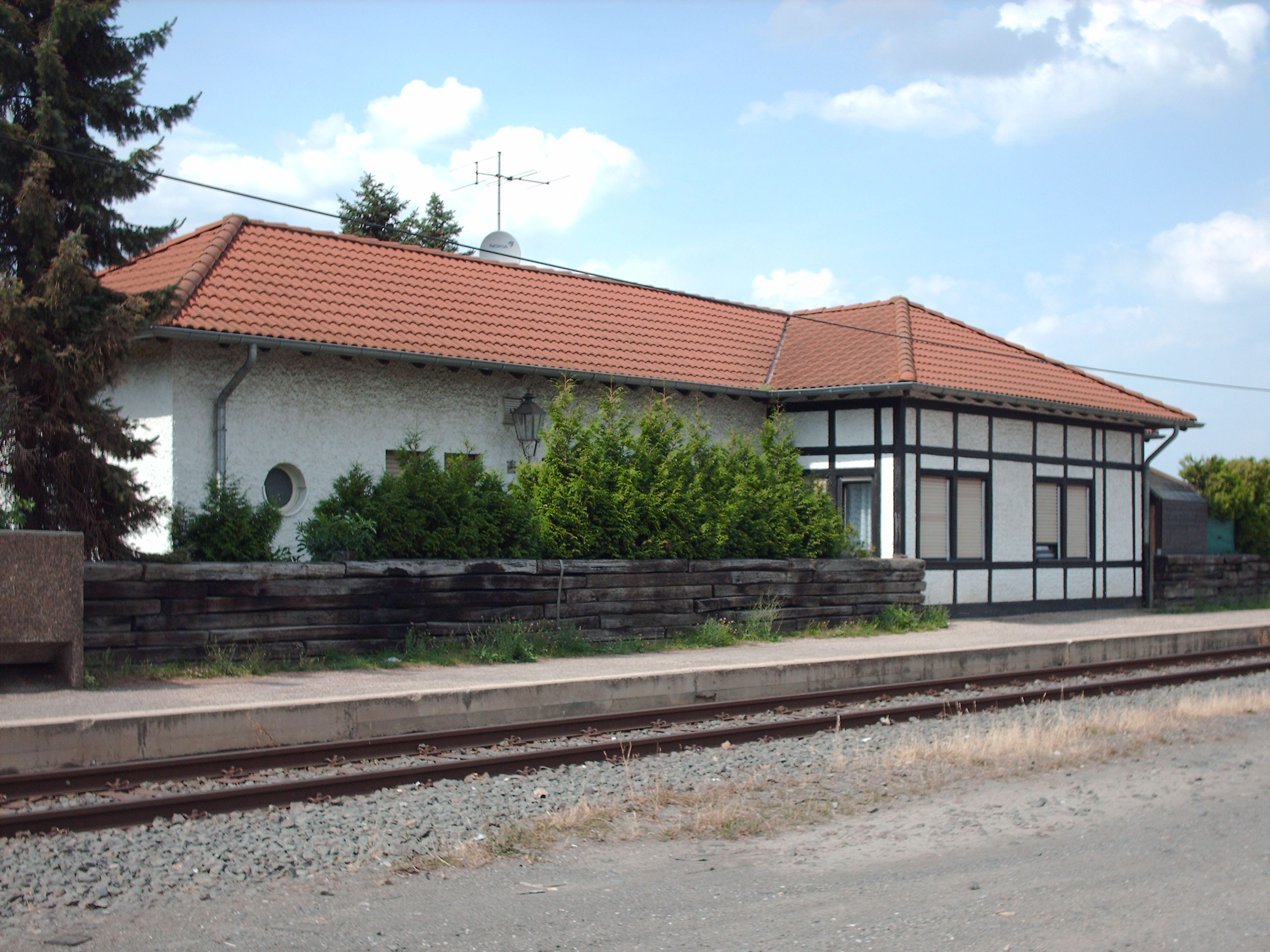
Heutiger Haltepunkt Arloff mit dem ehemaligen Empfangsgebäude

Arloff hat einen Haltepunkt (bis Ende der 1990er Jahre Bahnhof) an der Erfttalbahn. Zwischen 1895 und 1920 endete die meterspurige „Eifelstrecke“ der Euskirchener Kreisbahnen in Arloff. Der heutige Regionalverkehr der Linie RB 23 verbindet die Bewohner und Besucher Arloffs mit dem Zentrum von Bad Münstereifel sowie den Städten Euskirchen und Bonn.
Die VRS-Buslinie 801 der RVK verbindet den Ort mit Bad Münstereifel und Euskirchen.
| Linie | Verlauf |
| ----- | --- |
| 801   | Euskirchen Bf – Billig – Rheder – Kreuzweingarten – Kirspenich – Arloff Bf – Kalkar – Iversheim Bf – Bad Münstereifel Gewerbegeb./Ärzteh. – Bad Münstereifel Bf |